# Swedish Open (Squash)
Die Swedish Open sind ein jährlich stattfindendes Squashturnier für Herren. Es findet in Linköping, Schweden, statt und ist Teil der PSA World Tour. Das Turnier existiert seit den 1970er Jahren, ist aber erst seit 2002 Bestandteil des PSA-Kalenders. Aktuell gehört es zur Kategorie International 70 mit einem Gesamtpreisgeld in Höhe von 70.000 US-Dollar. Turnierdirektor ist seit 2002 Fredrik Johnson.
Das Turnier wird in der Regel im Februar ausgetragen. Der Engländer Nick Matthew ist mit fünf Siegen von 2009 bis 2011 sowie 2014 und 2015 Rekordsieger des Turniers.

## Sieger
| Jahr | Sieger            | Finalgegner       | Ergebnis                         |
| ---- | ----------------- | ----------------- | -------------------------------- |
| 2018 | Ali Farag         | Simon Rösner      | 11:7, 6:11, 11:3, 11:5           |
| 2017 | Grégory Gaultier  | Karim Abdel Gawad | 7:11, 11:3, 11:0, 11:8           |
| 2016 | Karim Abdel Gawad | Tarek Momen       | 12:10, 8:11, 11:9, 3:11, 11:4    |
| 2015 | Nick Matthew      | Grégory Gaultier  | 11:9, 11:8, 11:7                 |
| 2014 | Nick Matthew      | Ramy Ashour       | 11:13, 11:6, 11:8, 6:11, 11:4    |
| 2013 | Grégory Gaultier  | Nick Matthew      | 11:3, 12:10, 11:9                |
| 2012 | Grégory Gaultier  | Karim Darwish     | 11:3, 11:6, 11:8                 |
| 2011 | Nick Matthew      | Peter Barker      | 11:7, 11:6, 11:5                 |
| 2010 | Nick Matthew      | James Willstrop   | 11:9, 11:6, 6:2 Aufgabe          |
| 2009 | Nick Matthew      | Karim Darwish     | walkover                         |
| 2008 | James Willstrop   | Peter Barker      | 11:7, 11:4, 11:4                 |
| 2007 | David Palmer      | Alex Gough        | 12:10, 11:4, 11:7                |
| 2006 | nicht ausgetragen | nicht ausgetragen | nicht ausgetragen                |
| 2005 | nicht ausgetragen | nicht ausgetragen | nicht ausgetragen                |
| 2004 | Karim Darwish     | Nick Matthew      | 15:12, 15:13, 15:10              |
| 2003 | Stewart Boswell   | John White        | 6:15, 15:7, 15:6, 15:12          |
| 2002 | Ong Beng Hee      | Olli Tuominen     | 15:10, 11:15, 15:12, 12:15, 15:8 |